# Hans-Robert Jauss
Hans Robert Jauss (Göppingen, 21 de desembre de 1921 - 1 de març de 1997) fou un investigador alemany en l'àmbit de la literatura francesa medieval i moderna, conegut principalment per ser el fundador de la moderna teoria de la recepció. Jauss va ser deixeble de Hans-Georg Gadamer i, com aquest, influït per l'historicisme i hermenèutica del seu mestre Martin Heidegger.

## Biografia
Nascut en una família de professors, formà part de l'exèrcit alemanys durant la Segona Guerra Mundial.
Després de la guerra, estudià filologia romànica, filosofia, història i germanística. Es doctorà l'any 1952 amb la tesi Zeit und Erinnerung in Marcel Proust's "À la recherche du temps perdu".
En la seva època de professor a Münster (1959-1963) mantingué contactes amb autors com Erich Köhler o Wolfgang Iser. Juntament amb alguns d'aquests autors formà part de l'escola de Constança en aquesta universitat, fundada l'any 1966.
Impartí classes a algunes de les més destacades universitats europees i americanes fins a la seva jubilació l'any 1987.

## Teoria de la recepció
Per tal de parlar sobre la teoria de la recepció (textos dels anys 60 i 70), Jauss pren com a punt de partida l'estructuralisme i el marxisme. Sempre convençut que la literatura és un fet artístic i no simplement un mirall de la societat, estableix una connexió entre aquestes dues corrents de pensament basant-se en la relació entre autor, obra i públic. L'autor incideix especialment en el paper d'aquest últim, considerant-lo una força actívament creativa al llarg de la història.
Segons ell, la literatura només pren sentit amb un públic actiu. Jauss insisteix que el més important de les obres literàries són els valors que el públic (els destinataris de les obres) els atorguen. El sentit de la teoria de la recepció rau precisament en què hi ha moltes diferents recepcions de la mateixa obra literària, per tant, no podem mai atorgar a una obra una interpretació única del seu significat. Aquest significat serà consensuat cada vegada a partir de la relació descrita per Jauss entre el públic i el text. La interpretació d'aquest últim depèn en certa forma de la història i de la societat en què ell s'ubica. En última instància, lector i obra s'influeixen recíprocament.
Segons Jauss, doncs, la literatura transforma la societat alhora que l'experiència del lector condiciona la interpretació literària. En conclusió, per aquest autor, la semàntica literària es troba en un procés de canvi constant, ja que el significat literari depèn precisament d'aquesta relació entre el lector i el text. És per aquesta raó que, per tal d'estudiar textos d'èpoques passades (com per exemple textos medievals) és important entendre la història i el passat per copsar el significat que els lectors, en un període històric concret, podien donar a les seves lectures, el que Jauss anomena Alteritat. De la mateixa manera, un text que, per una determinada època, no és molt significatiu, ho pot ser en un futur, per uns altres lectors. Citant Jauss (1991, p. 27) “ El text que per a nosaltres ja no es pot concretar estèticament potser adquirirà un nou significat per a lectors posteriors”. La literatura medieval, segons aquest autor, està plena d'imaginació i fantasia, sobretot en els temes de retrobament amorós.

### Teoria de l'horitzó d'expectatives
En consonància amb els postulats de Gadamer, Jauss afirma que el text de les obres literàries és inevitablement incomplet sense la participació del lector. Jauss troba en els estudis bíblics un bon punt de partida per a formular i justificar la seva teoria de l'horitzó d'expectatives. Tot rebutjant l'objectivisme històric, sosté que cada persona és única, com també ho és el temps, el moment de la història i la circumstància concreta en què aquesta intervé en la recepció del fet artístic, en aquest cas, la literatura. La percepció tant de l'autor com del lector s'emmarca dins d'uns horitzons determinats, mitjançant els quals percebem i sense els quals no s'entén l'experiència estètica. Aquests horitzons representen uns límits: la manera d'aprehendre un punt de vista és inevitablement delimitada per aquests. Aquests horitzons poden canviar i ho fan, i, en fer-ho, contribueixen a la formació (Bildung) del lector com a tal, en tant que poden transformar la manera en què l'individu percep el món. De la mateixa manera, les presumpcions del lector —el seu bagatge personal— influiran en la seva particular interpretació del text. Conseqüentment, l'experiència estètica no és quelcom d'immutable o intemporal, sinó, ben al contrari, un procés complex que no deixa de transformar i actualitzar el significat inherent dels textos. L'estatus, la formació o conservació, del cànon estètic de l'Edat Mitjana —alternativament enaltit, assimilat, ignorat o menystingut, depenent de l'època històrica— n'és una bona prova.
La "distància estètica" serà definida com la diferència entre aquestes expectatives i la forma de l'obra. Jauss també distingeix entre l'"efecte" d'un text literari (el que pretén significar) i la "recepció" (en funció dels lectors). La majoria de lectors forma part del que Jauss anomena "recepció passiva", la que està composta per aquells que no transmeten la seva experiència a l'opinió pública. La recepció "productiva" i "reproductiva" (la dels artistes i la dels crítics) no es troba fàcilment entre els lectors.

## Obres
- Jauss, Hans Robert, Teoria de la recepció literària : dos articles. Barcelona, Barcanova, 1991.
- Jauss, Hans Robert, Experiencia estética y hermenéutica literaria : ensayos en el campo de la experiencia estética. Madrid, Taurus, 1992.
- Jauss, Hans Robert, La Historia de la literatura como provocación. Barcelona, Península, 2000.
- Jauss, Hans Robert, Pequeña apología de la experiencia estética. Barcelona, Paidós, I.C.E. U.A.B, 2002
- JAUSS, Hans Robert. "Alteridad y modernidad de la literatura medieval", 1979. A: RICO MANRIQUE, Francisco (coord.). Historia y crítica de la literatura española. Vol. 1. A: DEYERMOND, Alan D. (coord.). Edad Media (primer suplement) (p. 26-35). Barcelona: Crítica, 1991. ISBN 84-7423-487-5.